# Éléonore d'Aragon (1333-1416)
Pour l’article homonyme, voir Éléonore d'Aragon.
Pour les articles homonymes, voir Aliénor.
Éléonore d'Aragon, née en 1333, probablement au château de Falset, alors capitale du comté de Prades, et morte le 26 décembre 1416 à Barcelone, fut reine de Chypre par son mariage avec Pierre Ier de Chypre. Elle fut par ailleurs régente de l'île pendant l'absence de son mari en 1366, ainsi que durant la minorité de son fils, Pierre II, à compter de 1369. 

## Biographie
Éléonore était membre d'une branche mineure de la famille royale d'Aragon : deuxième des quatre enfants et seule fille de Pierre (1305-1381), infant d'Aragon, comte de Ribagorce, d'Ampurias et de Prades, lui-même fils cadet du roi Jacques II et de Blanche d'Anjou, et de Jeanne de Foix, fille cadette de Gaston Ier de Foix-Béarn et de Jeanne d'Artois.
Son mariage fut arrangé par son cousin le roi Pierre IV, désireux de renforcer son pouvoir politique et économique en Méditerranée. Elle épousa ainsi en 1353 le roi Pierre Ier de Chypre, devenant du même fait reine de Chypre, de Jérusalem et d'Arménie.  

### Régente de Chypre
Au cours d'un séjour de Pierre en Europe en 1367-1368, Éléonore fit jeter dans un cachot et torturer une des maîtresses du roi, Jeanne L'Aleman, enceinte de huit mois ; la reine fut par ailleurs accusée d'adultère avec Jean de Morphou, comte titulaire d'Édesse, et Pierre organisa un procès à son retour mais la Haute Cour disculpa les accusés. 
Pierre devint violent avec son entourage, tyrannisant les nobles, y compris ses propres frères, et le 17 janvier 1369, il fut assassiné par les barons Jean de Gaurelle, Henri de Giblet et Philippe d'Ibelin, peut-être à l'instigation ou avec la complicité de ses frères, Jean, prince d'Antioche et Jacques. Éléonore devint régente au nom de son fils, Pierre II, avec les frères du roi. Profitant du mécontentement des Génois et voulant se débarrasser de ses beaux-frères, elle aurait demandé secrètement l'aide de la république de Gênes, qui envahit Chypre. Jacques fut emmené en captivité à Gênes et Éléonore fit poignarder Jean en 1374. 
En 1378, Pierre II épousa Valentine Visconti, fille de Bernabò, duc de Milan. Le choix initial de la dynastie s'était porté sur une fille de Jean V Paléologue mais cette solution fut finalement rejetée pour raisons politiques, les Latins n'étant pas favorables au mariage de Pierre avec une princesse grecque. Les messagers byzantins reçurent comme justification officielle la menace imminente d'une invasion génoise dans l'île.
Belle-mère et bru ne s'entendant pas, en raison de l'implication d'Éléonore dans de nombreux scandales, Pierre II finit par la renvoyer dans son pays d'origine en 1381, contre la volonté de l'intéressée. 
En 1382, Pierre II décédait en laissant derrière lui une jeune veuve et leur unique enfant, une fille, Marie, qui devait mourir à son tour quelque temps plus tard. La succession fut reprise par Jacques Ier, qui fut contraint de céder Famagouste et plusieurs places fortes aux Génois pour pouvoir s'installer sur le trône, ce qu'il ne fit qu'en 1385.

### Dame de Valls
A son retour en Catalogne, Éléonore reçut de son cousin Pierre IV la ville de Valls, qu'elle gouverna avec l'archevêque de Tarragone. Elle s'installa dans le palais de l'archevêque, qu'elle transforma rapidement en une cour souveraine, y accueillant de nombreux officiers mais aussi ses favoris, dont certains l'avaient accompagnée de Chypre. La cité imposait le paiement d'une taxe sur l'importation du vin mais les proches de la reine exigèrent d'en être exemptés. Cela conduisit à une révolte, qui fit des morts des deux côtés et ses amis n'eurent pas d'autre choix que de payer la taxe. 
Les heurts entre la population et la reine douairière de Chypre perdurèrent sous le règne du successeur de Pierre IV, son fils Jean Ier, qui avait remplacé l'archevêque à la tête de la ville. Les habitants de Valls finirent par envahir le palais, où ils tuèrent sous les yeux de la reine son majordome, Bonanato. Terrifiée, elle s'enfuit de Valls pour se réfugier chez son frère Jean Ier de Prades. Après 12 ans passés à la tête de la ville, elle n'y revint jamais et mourut le 26 décembre 1416 au château de Falset.

## Descendance
Pierre et Éléonore eurent trois enfants :
- Pierre II (1357-1382), roi de Chypre et de Jérusalem ;
- Marie, surnommée Mariette (1360-1397), fiancée à Charles Visconti mais finalement mariée en 1385 à son cousin germain, Jacques de Lusignan (mort en 1395/1397), comte de Tripoli, fils de Jean de Lusignan et de sa seconde femme, Alix d'Ibelin ;
- Eschive (morte avant 1369), décédée jeune. Il est possible qu'elle ait été la fille de la première femme de Pierre Ier, Eschive de Montfort, plutôt que celle d'Éléonore.